# Vertikalno rolkanje
Vertikalno rolkanje (sleng vert skejtanje) je rolkanje na rolkarskih objektih, ki omogočajo vertikalno letenje, npr. half-pipe. Večina teh objektov ima krivine, za to vrsto rolkanja pa je značilna tudi večja hitrost in višina trikov. Prav tako so večjih dimenzij tudi rolke in objekti.
V sodobnem rolkanju so začeli vertikalni rolkarji (sleng: vert skejterji) začeli uporabljati objekte, kot so loop in zelo velike skakalnice s krivinami (njihova velikost je primerljiva z velikostjo tistih, ki jih uporabljajo v motokrosu in deskanju na snegu). Za te objekte niso značilni vertikalni poleti, vendar pa dosegajo podobne hitrosti in zahtevajo več zaščite - zato na teh objektih rolkajo le vertikalni rolkarji. Začetnik te nove smeri je legenda vertikalnega rolkanja Danny Way.
Vertikalno rolkanje je znano po mnogo hujših poškodbah nasproti uličnemu rolkanju (čeprav so te tudi tu lahko zelo hude), zato vertikalni rolkarji rolkajo s polno zaščito: čelado, ščitniki za komolce, kolena in zapestja. Vzrok hudih poškodb je višina, ki jo dosegajo pri izvajanju trikov. Razvit je način pristajanja na kolenih (podoben manever izvajajo vratarji pri hokeju) v krivino, ki se ga mora vsak naučiti, preden se sploh loti prvih trikov.
Niso pa vsi vertikalni triki izvajani v zraku - veliko bolj tehničnih trikov se izvaja na robu objekta (rampe) in veljajo za nekoliko težje. Nasprotno kot pri uličnem rolkanju so triki, pri katerih se primemo za rolko, v vertikalnem rolkanju lažji, ker je veliko težje uloviti rolko po rotaciji samo z nogami. 
Vertikalno rolkanje je bila sploh prva oblika rolkanja, a je od zatona v osemdesetih letih počasi izgubljalo popularnost. Velik razlog za to je še dodaten strošek za zaščito in relativno majhno število primernih objektov (še posebej izven ZDA). Večje rolke in pripadajoči deli so prav tako težje dobavljivi v državah, kjer rolkanje ni zelo razvito. Vertikalno rolkanje je tudi veliko težje in terja veliko več zavzetosti kot ulično.
Modernejši »trend« je nekakšen vmesni korak med uličnim in vertikalnim rolkanjem. Ti rolkarji se vračajo h koreninam rolkanja in spet uporabljajo prazne bazene brez vsakršne zaščite. Izvajajo enostavnejše trike, ker si ne morejo privoščiti prevelikih poškodb, zato je zelo velik faktor slog. Težavnost svojih trikov stopjnujejo z višino krivin, ki dosegajo (ali presegajo) tiste iz vertikalnega rolkanja. Ti rolkarji velikokrat rolkajo tudi na ulicah, po navadi z manj tehničnimi triki, ki pa so bolj nevarni zaradi višine ali dolžine.
Zaradi upada popularnosti vertikalnega rolkanja veliko teh rolkarjev rolka tudi ulične objekte. 

## Najbolj znani vertikalni rolkarji
- Tony Hawk
- Danny Way
- Bucky Lasek
- Sandro Dias
- Bob Burnquist
- Rune Glifberg
- Andy MacDonald